# سوسک شاخک‌دراز سیاه
سوسک شاخک دراز سیاه (نام علمی: Abyarachryson) نام یک سرده از تیره سوسک‌های شاخک‌دراز است.